# 朝日自動車杉戸営業所
朝日自動車杉戸営業所（あさひじどうしゃすぎとえいぎょうしょ）とは、朝日自動車株式会社の営業所である。路線バスとタクシーを運行している。

## 所在地
- 埼玉県北葛飾郡杉戸町杉戸七丁目5番3号
  - 以前は観光バスとタクシーの営業所であった。路線バスは春日部営業所（初代）の廃止（2002年3月）に伴い、移管されたものである。そのため管轄する路線はすべて春日部駅発着であり、営業所の前にはバス路線が存在しない。
  - 近隣を通過する路線（東武動物公園駅 - 境車庫線）は境営業所の担当である。
  - 現在、埼玉県春日部市（最寄り停留所は「秀和総合病院」）に春日部営業所（2代目）を建設中である。
  - 配置車輌のナンバープレートは春日部ナンバーである。

### その他の施設等
- この他、かすかべ温泉、内牧彩光苑、豊野工業団地（いずれも埼玉県春日部市）にバス待機場が存在する。

## 沿革
- 2005年5月15日：春日部駅（東口・西口） - ゆりのき橋 - 豊野工業団地線を開設[1]。
- 2007年2月9日：バス全路線でPASMO導入[2]。
- 2008年2月：春バスの運行開始。
- 2008年11月30日：観光バスの扱いを終了。
- 2012年5月13日：豊野工業団地線の春日部駅西口発着便を廃止[3]。
- 2020年4月：杉戸町町内巡回バス東コースの運行を受託。
- 2021年5月1日：KB64・春日部駅東口 - 国道4号 - 豊野工業団地およびKB65・春日部駅東口 - 緑町四丁目 - 春日部駅東口（緑町循環）を新設[4]。

## バス
春日部駅発の路線を担当している。西口発が中心だが、東口発の路線もある。また、コミュニティバスは春日部市の「春バス」および杉戸町の「あいあい号」を受託運行している。
かつては観光バスを運行していたが、グループ内貸切バス事業の再編に伴い2008年に扱いを終了した。現在は、乗合貸切バス（路線バス車両による貸切）のみ扱っている。
2020年3月30日から途中折り返し系統を含めて系統番号を導入した。当初車両やバス停の表示は未実施であったが（2020年4月15日現在）、その後順次表示がなされている。
2020年度の輸送人員は3,300人（1日平均）。

### 現行路線

#### 春日部駅西口発着路線
- KB11 春日部駅西口 - 市役所前 - 立沼橋 - 大沼六丁目 - 秀和総合病院　（2020年3月30日から中央七丁目経由を立沼橋経由に変更）
- KB21 春日部駅西口 - 市立医療センター入口 - 中央五丁目 - 地方庁舎前 - 大沼公園 - 春日部共栄前 - かすかべ温泉
- KB22 春日部駅西口 - 市立医療センター入口 - 中央五丁目 - 地方庁舎前 - 大沼公園 - 秀和総合病院 - 春日部共栄前 - かすかべ温泉
- KB23 春日部駅西口 - 市立医療センター入口 - 中央五丁目 - 地方庁舎前 - 大沼公園 - 春日部共栄前 - かすかべ温泉 - ウイング・ハット春日部
- KB24 春日部駅西口 - 市立医療センター入口 - 中央五丁目 - 地方庁舎前 - 大沼公園 - 秀和総合病院 - 春日部共栄前 - かすかべ温泉 - ウイング・ハット春日部
- KB31 春日部駅西口 - 市立医療センター入口 - 中央五丁目 - 豊町二丁目 - 豊春第二公民館入口 - 豊春第九公園 - 増富循環
- KB32 春日部駅西口 - 市立医療センター入口 - 中央五丁目 - 豊町二丁目 - 豊春第二公民館入口 - 豊春第九公園 - 増富
- KB33 春日部駅西口 - 市立医療センター入口 - 中央五丁目 - 豊町二丁目 - 豊春第二公民館入口 - 豊春第九公園 - 豊春第24公園
- KB34 春日部駅西口 - 市立医療センター入口 - 八木崎記念会館前 - 春日部高校入口 - 栄橋 - 戸崎 - 共栄大学入口 - 内牧彩光苑 - 春日部エミナース
- KB35 春日部駅西口 - 市立医療センター入口 - 八木崎記念会館前 - 春日部高校入口 - 栄橋 - 戸崎 - 共栄大学入口 - 内牧彩光苑

#### 春日部駅東口発着路線
- KB61 春日部駅東口 - ハーモニー春日部 - ゆりのき橋東詰 - 藤塚中央 - 集会所前 - 消防署前 - 豊野小前 - 豊野工業団地
- KB62 春日部駅東口 - ハーモニー春日部 - ゆりのき橋東詰 - 藤塚中央 - 集会所前 - 消防署前
- KB63 春日部駅東口 - ハーモニー春日部 - ゆりのき橋東詰 - 藤塚中央 - 集会所前
- KB64 春日部駅東口 - 川守稲荷大明神 - ゆりのき橋東詰 - 藤塚中央 - 集会所前 - 消防署前 - 豊野小前 - 豊野工業団地（国道4号経由）
- KB65 春日部駅東口 - 女子高前 - 緑町四丁目 - 春日部駅東口（緑町循環）

#### 春日部市コミュニティーバス「春バス」
運行開始直後は、旧庄和町の循環バスで使用していた車両を塗装変更、釣り銭の出ない簡易な運賃箱を設置して運行し、現金のみの扱いであった。2012年4月から、PASMO対応の車両（日野ポンチョ）を導入して運行している。増戸循環だけは1年遅れでPASMO対応した。

#### 杉戸町町内巡回バス「あいあい号」
- 3コース（西、南、東）のうち東コース（深輪産業団地地区センターまたはエコ・スポいずみ発着）を受託[7]。
- 車両は日野・ポンチョを使用[8]、また東コースのみ交通系ICカードが利用可能[9]。

### 廃止路線

#### 春日部駅西口発着路線
- 春日部駅西口 - 市役所前 - ゆりのき橋東詰 - 藤塚中央 - 豊野小前 - 豊野工業団地

2012年5月13日最終運行。廃止直後から、教育センター経由での復活請願が市議会に出されているが、再開に至っていない。
- 春日部駅西口 - 市役所裏 - 中央五丁目 - 豊町二丁目 - 豊春第二公民館入口 - スポーツ広場前 - 豊町六丁目循環

2012年5月28日から、末端部一部経路変更の上、増富循環に置き換え。

### 車両
- 中型車：日野レインボーおよびいすゞエルガミオ。オートマチック仕様のノンステップバスである。
- 小型車：日野リエッセ（1台だけいすゞジャーニーJ）、日野ポンチョ（春バス仕様は3台）。春バスワゴン車ルート用のトヨタハイエース1台。

## タクシー
- 13台を保有し[10]、東武動物公園駅構内などで営業する。
- 車両はジャパンタクシー、クラウンコンフォート、セドリックを使用している。